# Список высших учебных заведений Карелии
В список высших учебных заведений Карелии включены образовательные учреждения высшего и высшего профессионального образования, находящиеся на территории Карелии и имеющие лицензию Рособрнадзора. Среди них 2 вуза и 2 филиалов участвовали в мониторинге Министерства образования и науки Российской Федерации 2021 года.
Филиалы вузов, головные организации которых находятся в иных субъектах федерации, сгруппированы в отдельном списке. Порядок следования элементов списка — алфавитный.

## Список высших образовательных учреждений
| Название                                                            | Категория       | Год основания | Месторасположение | Число студентов |
| ------------------------------------------------------------------- | --------------- | ------------- | ----------------- | --------------- |
| Петрозаводская государственная консерватория имени А. К. Глазунова. | государственный | 1967          | Петрозаводск      | 500             |
| Петрозаводский государственный университет                          | государственный | 1940          | Петрозаводск      | 10361           |

## Список филиалов высших образовательных учреждений
| Название | Категория       | Год основания | Месторасположение | Месторасположение головной организации | Число студентов |
| --- | --------------- | ------------- | ----------------- | -------------------------------------- | --------------- |
| Карельский филиал Российской академии народного хозяйства и государственной службы при Президенте Российской Федерации | государственный | 1995          | Петрозаводск      | Москва                                 | 1510            |
| Северный институт Российской правовой академии Министерства юстиции Российской Федерации                               | государственный | 1999          | Петрозаводск      | Москва                                 | 982             |